# Cinta de Möbius

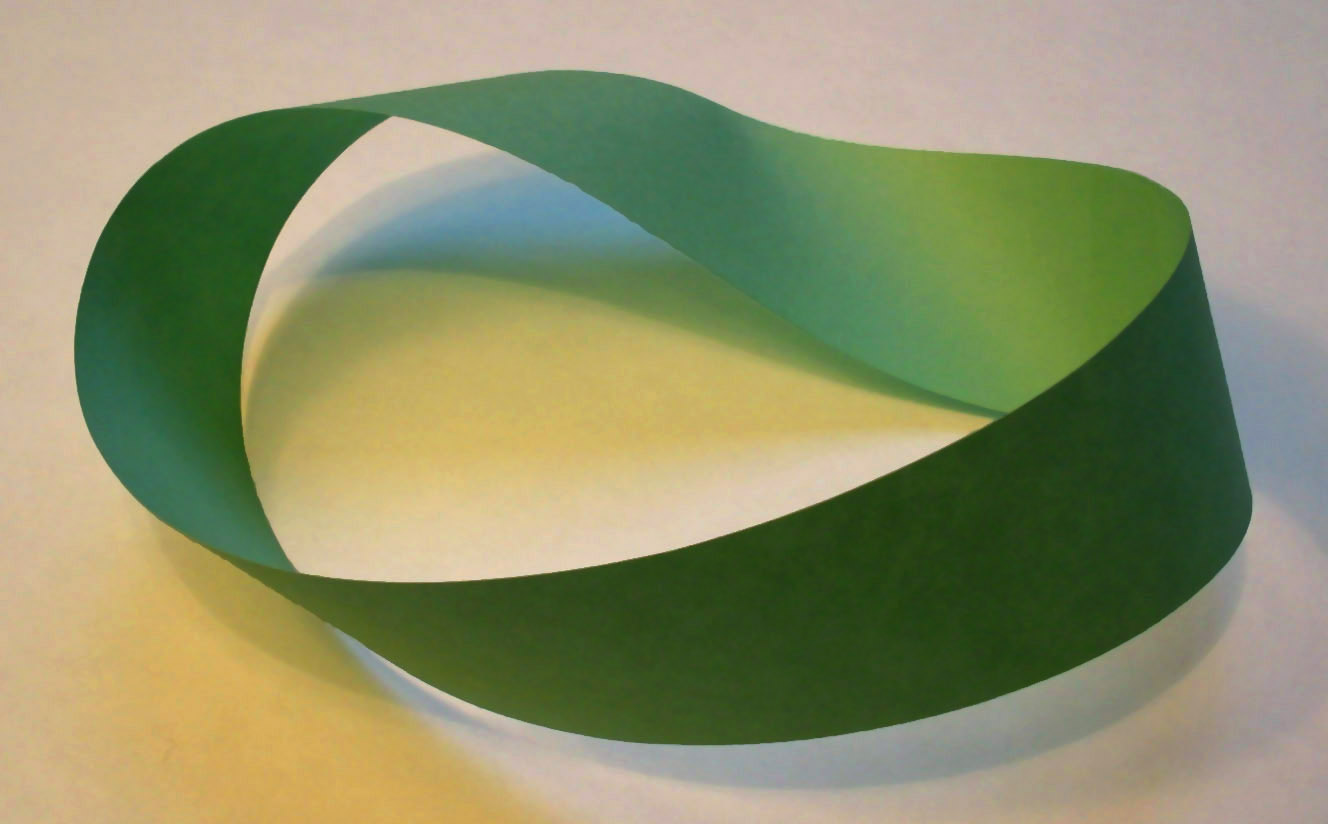
Cinta de Möbius feta amb una tira de paper

En matemàtiques, una cinta de Möbius o banda de Möbius (o de Moebius) és una superfície d'una sola cara i un sol contorn. És una superfície no orientable. Va ser descoberta de manera independent pels matemàtics alemanys August Ferdinand Möbius i Johann Benedict Listing l'any 1858.
Es pot crear un model d'una banda de Möbius prenent una tira de paper, agafant un extrem, donant-li mitja volta, i llavors enganxant els extrems de la tira per formar un bucle. Tot i això, la banda de Möbius no és una superfície amb només una forma i mida exactes, com la tira de paper mostrada en la figura. En comptes d'això, els matemàtics acostumen a referir-se a la banda de Möbius tancada com a qualsevol superfície que sigui homeomorfa a aquesta banda. La seva frontera és una corba tancada simple, és a dir, homeomorfa a una circumferència. Això permet que hi hagi diverses versions geomètriques de la banda de Möbius, cadascuna amb una superfície i mida definides. Per exemple, qualsevol rectangle es pot enganxar amb si mateix (identificant un costat amb el costat oposat, després de canviar-ne l'orientació) per tal de formar una banda de Möbius. Alguns d'aquests models es poden construir de manera senzilla dins l'espai euclidià, i d'altres no.
Un semigir en sentit horari proporciona una versió diferent de la banda de Möbius que un semigir en sentit antihorari. És a dir, com a objecte immers en l'espai euclidià, la banda de Möbius és un objecte quiral. Tot i això, els espais topològics subjacents en la banda de Möbius són homeomorfs en cada cas. Existeix un nombre infinit d'immersions topològicament diferents del mateix espai topològic dins de l'espai tridimensional, ja que la banda de Möbius també es pot formar girant la cinta un nombre senar qualsevol de vegades, o nuant i girant la cinta abans de connectar els seus extrems. La banda de Möbius oberta completa és un exemple de superfície topològica que està íntimament relacionada amb la banda de Möbius estàndard, però no hi és homeomorfa.
És senzill trobar equacions algebraiques les solucions de les quals tinguin la topologia d'una banda de Möbius, però en general aquestes equacions no descriuen la mateixa forma geomètrica que s'obté a partir del model en paper anterior. En particular, el model en paper és una superfície desenvolupable, amb curvatura de Gauss igual a 0. L'any 2007 es va publicar un sistema d'equacions diferencials algebraiques que descriuen els models d'aquest tipus, juntament amb la seva solució numèrica.
La característica d'Euler de la banda de Möbius és zero.

## Propietats

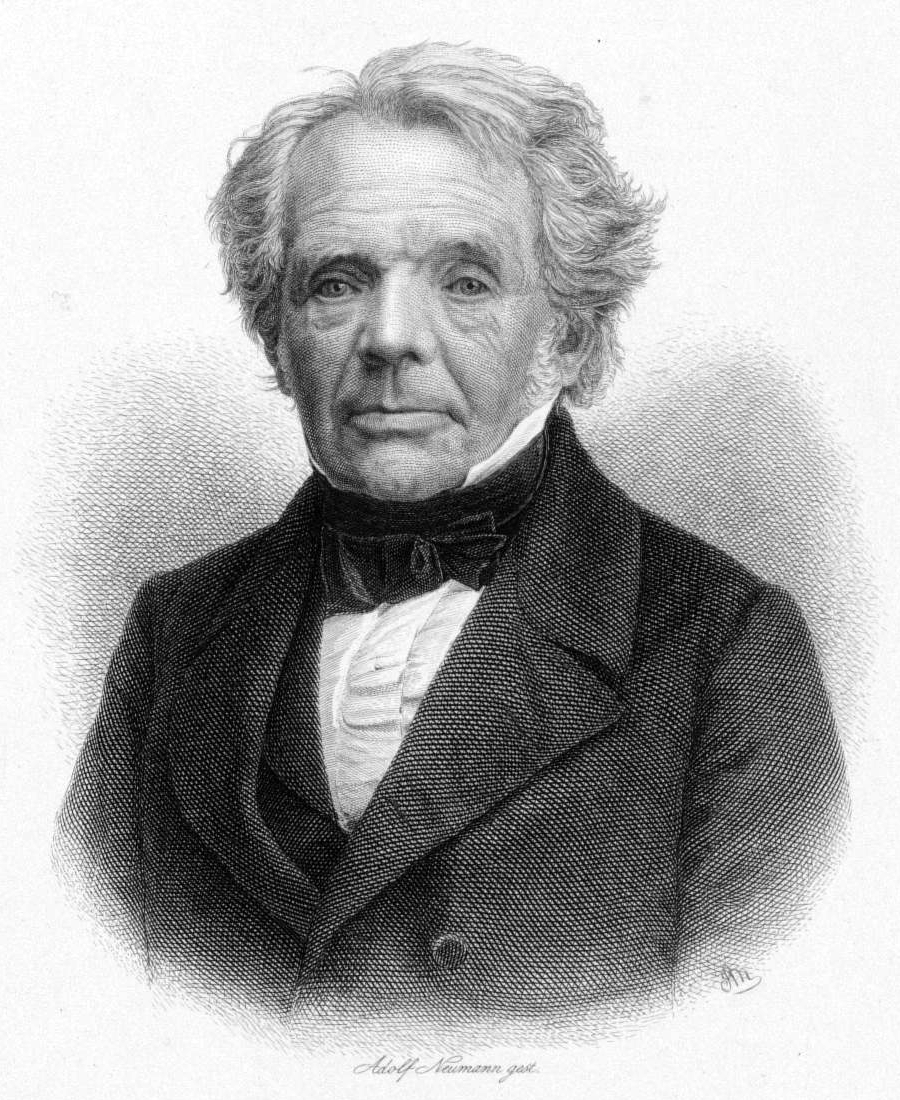
August Ferdinand Möbius

La banda de Möbius té algunes propietats curioses. Si es dibuixa una línia que comenci al punt d'unió, i es continua al llarg de la banda, s'arriba al punt d'unió però al costat oposat. Si es continua, la línia es troba amb el punt inicial, i té una longitud doble que la de la cinta original. Aquesta corba contínua simple demostra que la banda de Möbius té només una frontera.
Si es talla amb unes tisores una cinta de Möbius al llarg de la línia central, s'obté una cinta llarga amb dos girs, en comptes de dues cintes separades; el resultat no és una cinta de Möbius. Això succeeix perquè la cinta original només té una vora que és el doble de llarga que la cinta original. El procés de tallat crea una segona vora independent, la meitat de la qual es trobava a cada costat de les tisores. Si es talla aquesta nova cinta, ara més llarga, al llarg del seu centre, s'obtenen dues cintes entrellaçades l'una al voltant de l'altra, cadascuna amb dos girs complets.
Si el tall no es realitza en la meitat exacta de l'ample de la cinta, sinó a qualsevol altra distància fixa de la vora, s'obtenen dues cintes entrellaçades diferents: una de longitud idèntica a l'original i una altra amb el doble de longitud.
Es poden obtenir altres cintes anàlogues si s'uneixen cintes amb dos o més semigirs en comptes d'un. Per exemple, una cinta amb tres semigirs, quan es talla longitudinalment, esdevé una cinta entortolligada en un nus trifoli. (Si es desfà aquest nus, la cinta està composta de vuit semigirs en combinació amb un nus simple.) Una cinta amb N semigirs, quan es bisecta, esdevé una cinta amb N + 1 girs complets. Si es fan girs addicionals i es reconnecten els extrems, es generen figures anomenades anells paradròmics.

## Geometria i topologia

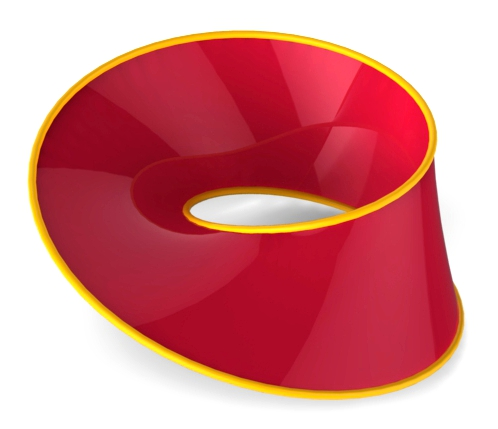
Un gràfic paramètric d'una cinta de Möbius

Un altre gràfic paramètric d'una cinta de Möbius

Una manera de representar la banda de Möbius com a subconjunt de l'espai euclidià tridimensional és emprant la parametrització:
{\displaystyle x(u,v)=\left(1+{\frac {v}{2}}\cos {\frac {u}{2}}\right)\cos u}
{\displaystyle y(u,v)=\left(1+{\frac {v}{2}}\cos {\frac {u}{2}}\right)\sin u}
{\displaystyle z(u,v)={\frac {v}{2}}\sin {\frac {u}{2}}}
on 0 ≤ u < 2π i −1 ≤ v ≤ 1. Això genera una banda de Möbius d'amplada 1, i amb circumferència central de radi 1, està continguda en el pla xy i està centrada a (0, 0, 0). El paràmetre u recorre el llarg de la cinta, mentre que v en recorre l'ample.
En coordenades polars cilíndriques (r, θ, z), la següent equació representa una versió no fitada de la banda de Möbius:
{\displaystyle \log(r)\sin \left({\frac {1}{2}}\theta \right)=z\cos \left({\frac {1}{2}}\theta \right).}

### Immersió isomètrica en l'espai tridimensional d'ample màxim
Si tenim una banda de Möbius rectangular dins l'espai tridimensional (és a dir, creada a partir de la identificació dels dos costats oposats d'un rectangle, amb un semigir, però sense estirar la superfície), llavors es pot realitzar aquesta immersió si el factor de distorsió és més gran que l'arrel quadrada de 3. (Notem que són els costats curts del rectangle els que s'identifiquen per tal d'obtenir la banda de Möbius.) Per a un factor de distorsió més petit o igual a l'arrel quadrada de 3, en canvi, pot no ser possible una immersió suau d'una banda de Möbius rectangular dins l'espai tridimensional.
Quan el factor de distorsió s'apropa a √3 des de dalt, tota banda de Möbius rectangular en l'espai tridimensional sembla aproximar-se a una figura que, en el límit, es pot veure com una banda formada per tres triangles equilàters, cadascun doblegat sobre els altres, de tal manera que ocupen un sol triangle equilàter en l'espai tridimensional.
Si la banda de Möbius en l'espai tridimensional és contínuament diferenciable un sol cop (és a dir, C¹), llavors el teorema de Nash-Kuiper mostra que no hi ha cap fita inferior.
Un mètode per construir una banda de Möbius a partir d'una cinta rectangular massa ampla per girar i unir directament (per exemple, un rectangle d'1 unitat de llarg i 1 unitat d'ample) és, en primer lloc, doblegar l'ample de la cinta cap a un lloc i cap a l'altra, en forma d'acordió, de tal manera que la cinta doblegada sigui suficientment estreta per girar-la i unir-la. Amb dos plecs, per exemple, una cinta 1 × 1 esdevé una cinta plegada 1 × ⅓ la secció de la qual té forma de 'N', i manté la forma de 'N' després d'un semigir. Aquesta cinta plegada, que té el triple de longitud que d'amplada, seria suficientment llarga per poder unir els extrems. En principi, aquest mètode funciona, però no resulta pràctic després d'un cert nombre de plecs, si s'usa paper. Amb paper normal, aquesta construcció es pot fer per obtenir un doblegat on la figura resultant sigui plana, amb totes les capes de paper en un sol pla. Però, des d'un punt de vista matemàtic, no és clar si això és possible sense estirar la superfície del rectangle.

### Topologia

Per convertir un rectangle en una cinta de Möbius, cal connectar les arestes retolades amb A de tal manera que coincideixin les orientacions de les fletxes.

Topològicament, es pot definir la banda de Möbius com el quadrat [0, 1] × [0, 1] on els costats superior i inferior s'identifiquen per la relació (x, 0) ~ (1 − x, 1) on 0 ≤ x ≤ 1, com il·lustra la figura.
Una altra manera de definir la banda de Möbius, menys comuna, és com a quocient topològic d'un tor. Es pot construir un tor a partir del quadrat [0, 1] × [0, 1], identificant les arestes com (0, y) ~ (1, y) (enganxades d'esquerra a dreta) i (x, 0) ~ (x, 1) (enganxades de baix cap a dalt). Si, a més, s'identifica (x, y) ~ (y, x), llavors s'obté la banda de Möbius. La diagonal del quadrat (els punts (x, x) on coincideixen la banda de Möbius i el tor) és la frontera de la banda de Möbius, i té l'estructura d'un orbifold, que correspon geomètricament a una "reflexió" – les geodèsiques (les rectes) de la banda de Möbius es reflecteixen en la frontera i tornen a la banda. Formalment, es pot escriure com T²/S₂ – el quocient del 2-tor per l'acció de grup sobre dues lletres (que intercanvia les coordenades), i es pot interpretar com l'espai de configuració de dos punts no ordenats sobre la circumferència, possiblement el mateix (la frontera correspon al cas en què els dos punts són el mateix), i el tor correspon a dos punts ordenats sobre la circumferència.
La banda de Möbius és una varietat compacta bidimensional (és a dir, una superfície amb frontera. És un exemple estàndard d'una superfície no orientable. De fet, la banda de Möbius és l'epítom del fenomen topològic de la no-orientabilitat. Això és així perquè:
1. les figures bidimensionals (les superfícies) són les figures de dimensió més baixa que poden ser no orientables, i
2. la banda de Möbius és l'única superfície que és un subespai topològic de qualsevol superfície no orientable.

Com a conseqüència, una superfície qualsevol és no orientable si i només si conté una banda de Möbius com a subespai.
La banda de Möbius també és un exemple estàndard per il·lustrar el concepte matemàtic del fibrat. Més específicament, és un fibrat no trivial sobre la circumferència S¹, on la fibra és l'interval unitat, I = [0, 1]. Si mirem només la vora de la banda de Möbius, tenim un fibrat de dos punts (o Z₂) sobre S¹.

### Gràfics per computador
Una construcció senzilla de la banda de Möbius que es pot emprar per dibuixar-la en computadors o en paquets de modelatge és la següent: 
- Prendre una banda rectangular. Rotar-la al voltant d'un punt fix que no estigui contingut al seu pla. En cada pas, rotar també la banda al llarg d'una recta continguda en el seu pla (la recta que divideix el pla en dos) i perpendicular al radi de l'òrbita principal. La superfície generada en una revolució completa és la banda de Möbius.

### Banda de Möbius oberta
La banda de Möbius oberta es forma eliminant la frontera de la banda de Möbius habitual. Es construeix a partir del conjunt
{\displaystyle S=\{(x,y)\in \mathbb {R} ^{2}:0\leq x\leq 1\quad {\text{i}}\quad 0<y<1\}}
identificant (enganxant) els punts {\displaystyle (0,y)} i {\displaystyle (1,1-y)} per a tot {\displaystyle 0<y<1}.
Es pot construir com a superfície de curvatura positiva, negativa o zero. En els casos de curvatura negativa o zero, es pot construir la banda de Möbius com una superfície geodèsicament completa, la qual cosa vol dir que totes les geodèsiques (les "rectes" de la superfície) es poden estendre indefinidament en qualsevol direcció.

#### Curvatura negativa constant
De la mateixa manera que el pla i el cilindre obert, la banda de Möbius admet no només una mètrica completa de curvatura constant 0, sinó també una mètrica completa de curvatura negativa constant, per exemple −1. Una manera de veure això és començar amb el semiplà superior de Poincaré del pla hiperbòlic {\displaystyle \mathbb {H} }, és a dir,
{\displaystyle \mathbb {H} =\{(x,y)\in \mathbb {R} ^{2}\mid y>0\}}
amb la mètrica riemanniana donada per (dx² + dy²) / y². Les isometries d'aquesta mètrica que conserven l'orientació són totes les aplicacions
{\displaystyle {\begin{array}{cccc}f:&\mathbb {H} &\to &\mathbb {H} \\&z&\mapsto &{az+b \over cz+d}\end{array}}}
on a, b, c, d són nombres reals que satisfan ad − bc = 1. Aquí, z és un nomble complex amb Im(z) > 0, i s'ha identificat {\displaystyle \mathbb {H} } amb {\displaystyle \{z\in \mathbb {C} \mid \operatorname {Im} (z)>0\}} dotat de la mètrica riemanniana anterior. Llavors, una isometria que inverteix l'orientació és
{\displaystyle {\begin{array}{cccc}g:&\mathbb {H} &\to &\mathbb {H} \\&z&\mapsto &-\operatorname {conj} (z)\end{array}}}
on conj(z) denota el complex conjugat de z. Aquests resultats impliquen que l'aplicació
{\displaystyle {\begin{array}{cccc}h:&\mathbb {H} &\to &\mathbb {H} \\&z&\mapsto &-2\cdot \operatorname {conj} (z)\end{array}}}
és una isometria que inverteix l'orientació de {\displaystyle \mathbb {H} }, i que genera un grup cíclic infinit G d'isometries. (El seu quadrat és la isometria h(z) := 4⋅z, que es pot expressar com (2z + 0) / (0z + 1/2).) Es pot veure fàcilment que el quocient {\displaystyle \mathbb {H} /G} de l'acció d'aquest grup és topològicament equivalent a una banda de Möbius. Però també és senzill comprovar que és complet i no-compacte, amb curvatura negativa constant −1.
El grup d'isometries d'aquesta banda de Möbius és unidimensional i isomorf al grup ortogonal especial SO(2).

#### Curvatura zero
Aquesta construcció també pot generar una superfície completa, començant amb una porció del pla R² definida per 0 ≤ y ≤ 1 i identificant (x, 0) amb (−x, 1) per a tot x de R (els reals). La mètrica resultant fa que la banda de Möbius oberta sigui una superfície plana (és a dir, amb curvatura gaussiana 0 arreu) i (geodèsicament) completa. Aquesta és l'única mètrica de la banda de Möbius, llevat d'escalat uniforme, que és alhora plana i completa.
El grup d'isometries d'aquesta banda de Möbius és unidimensional i isomorf al grup ortogonal O(2).

#### Curvatura positiva constant
Una banda de Möbius amb curvatura positiva constant pot no ser completa, ja que és un resultat conegut que les úniques superfícies completes amb curvatura positiva constant són l'esfera i el pla projectiu. El pla projectiu P² de curvatura constant +1 es pot construir com el quocient de l'esfera unitat S² de R3 per l'aplicació antipodal A: S² → S², definida com A(x, y, z) = (−x, −y, −z). La banda de Möbius oberta és homeomorfa al pla projectiu foradat, és a dir, P² amb un punt eliminat. Això es pot pensar com que a una banda de Möbius de curvatura positiva constant només li falta un punt per ser una superfície completa.
El grup d'isometries d'aquesta banda de Möbius també és unidimensional i isomorf al grup ortogonal O(2).

#### Propietats
L'espai de rectes del pla no orientades és difeomorf a la banda de Möbius oberta. Per a veure per què, sigui L(θ) la recta que passa per l'origen i que forma un angle θ amb l'eix de les x. Per a cada L(θ) existeix la família P(θ) de totes les rectes del pla que són perpendiculars a L(θ). Topològicament, la família P(θ) és només una recta (perquè tota recta de P(θ) intersecta la recta L(θ) en només un punt). D'aquesta manera, quan θ pren valors en el rang 0° ≤ θ < 180°, la recta L(θ) representa una col·lecció de rectes diferents al pla. Però quan θ arriba a 180°, L(180°) és idèntica a L(0), i les famílies P(0°) i P(180°) també són idèntiques. Però la recta L(0°) és la mateixa que L(180°) ara en sentit oposat. Tota recta del pla correspon a exactament una recta en alguna família P(θ), per a exactament un valor de θ, ja que 0° ≤ θ < 180°, i P(180°) és idèntica a s P(0°) però en sentit contrari. Això assegura que totes les rectes del pla – la unió de totes les L(θ) per a 0° ≤ θ ≤ 180° – és una banda de Möbius oberta.
El grup de transformacions lineals bijectives GL(2, R) del pla en ell mateix (és a dir, les matrius reals 2 × 2 amb determinant no nul) indueix de manera natural bijeccions de l'espai de rectes del pla en aquest mateix espai, la qual cosa forma un grup d'auto-homeomorfismes de l'espai de rectes. Per tant, el mateix grup forma un grup d'auto-homeomorfismes de la banda de Möbius descrita en el paràgraf anterior. Però no hi ha cap mètrica de l'espai de rectes del pla que sigui invariant per l'acció d'aquest grup d'homeomorfismes. En aquest sentit, l'espai de rectes del pla no té cap mètrica natural.
Això significa que la banda de Möbius té, de manera natural, un grup de Lie d'auto-homeomorfismes de dimensió 4, donat per GL(2, R), però aquest alt nivell de simetria no es correspon amb el grup d'isometries de cap mètrica.

### Cinta de Möbius amb frontera rodona
La vora, o frontera, d'una banda de Möbius és homeomorfa (és a dir, és topològicament equivalent) a una circumferència. Amb les immersions habituals de la banda dins l'espai euclidià, la frontera no és una vertadera circumferència. Tot i això, és possible submergir (embed) una banda de Möbius en tres dimensions de tal manera que la frontera sigui una circumferència perfecta continguda en un pla. Per exemple, vegeu les figures 307, 308 i 309 de "Geometry and the imagination".
Una immersió molt més geomètrica comença amb una ampolla de Klein mínima submergida en la 3-esfera, com va descobrir Blaine Lawson. Hom pren llavors la meitat d'aquesta ampolla de Klein per obtenir una banda de Möbius immersa en la 3-esfera (l'esfera unitat del 4-espai). De vegades es diu que aquesta és la banda de Möbius sudanesa, on sudanesa no es refereix al país Sudan, sinó als noms de dos topòlegs, Sue Goodman i Daniel Asimov (Su[e] + Dan[iel]). Si s'aplica la projecció estereogràfica a la banda de Möbius, hom obté una representació en l'espai tridimensional, com es pot veure en la figura inferior – aquí se'n pot trobar una versió realitzada per George Francis.
A partir de l'ampolla de Klein definida per Lawson, es pot derivar una immersió de la banda de Möbius en la 3-esfera S3, pensada com un subconjunt de C², que és geomètricament equivalent a R4. Apliquem els angles η, φ als nombres complexos z1, z₂ via
{\displaystyle z_{1}=\sin \eta \,e^{i\varphi }},
{\displaystyle z_{2}=\cos \eta \,e^{i\varphi /2}}.
Aquí, el paràmetre η pren valors entre 0 i π, i φ pren valors entre 0 i 2π. Com que | z1 |² + | z₂ |² = 1, la ummersió de la superfície està totalment continguda a S3. La frontera de la banda ve donada per | z₂ | = 1 (corresponent a η = 0, π), que clarament és una circumferència de la 3-esfera.
Per tal d'obtenir una immersió de la banda de Möbius en R3, hom envia S3 a R3 via la projecció estereogràfica. El punt de projecció pot ser qualsevol punt de S3 que no estigui en la banda de Möbius immersa. Una opció possible és {\displaystyle \left\{1/{\sqrt {2}},i/{\sqrt {2}}\right\}}. La projecció estereogràfica envia circumferències a circumferències i preserva la frontera circular de la banda. El resultat és una immersió suau de la banda de Möbius dins R3 amb una vora circular i sense autointerseccions.
La banda de Möbius dins la 3-esfera S3 és, geomètricament, un fibrat sobre un cercle màxim, les fibres del qual són semicercles màxims. Hom pot obtenir la imatge més simètrica d'una projecció estereogràfica d'aquesta banda dins R3 si s'usa un punt de projecció que estigui en el cercle màxim que passa pel punt mig de cadascun dels semicercles. Qualsevol elecció d'un tal punt de projecció proporciona una imatge que és congruent a qualsevol altra. Però com que un tal punt de projecció està a la banda de Möbius, hi ha dos aspectes de la imatge que són significativament diferents del cas (il·lustrat a dalt) en què el punt no pertany a la banda:
1. la imatge en R3 no és la banda de Möbius completa, sinó la banda amb un punt eliminat (de la seva línia central); i
2. la imatge és no fitada: conforme s'allunya de l'origen de R3, es va aproximant a un pla.

Tot i això, aquesta versió de la imatge estereogràfica té un grup de 4 simetries a R3 (és isomorf al grup de Klein), comparada amb la versió fitada que s'ha il·lustrat abans, on el grup de simetries era el grup únic d'ordre 2. (Si es permeten totes les simetries de R3, i no només les simetries que preserven l'orientació, llavors es duplica el nombre de simetries en cada cas.)
Però la versió geomètricament més simètrica és la banda de Möbius sudanesa original en la 3-esfera S3, on el grup complet de simetries és isomorf al grup de Lie O(2). Si es té una cardinalitat infinita (la del continu), això és molt més gran que qualsevol possible immersió de la banda de Möbius dins R3.

## Objectes relacionats
Un objecte geomètric 'estrany' relacionat amb la banda de Möbius és l'ampolla de Klein. Es pot construir una ampolla de Klein enganxant dues bandes de Möbius al llarg de les seves vores; això no es pot fer en l'espai euclidià tridimensional ordinari sense generar auto-interseccions.
Una altra varietat íntimament relacionada és el pla projectiu real. Si es retalla un disc circular del pla projectiu real, el que resta és una banda de Möbius. Recíprocament, si s'enganxa un disc a una banda de Möbius identificant les seves fronteres, el resultat és el pla projectiu. Per visualitzar aquesta construcció, és útil deformar la banda de Möbius fins a aconseguir que la seva frontera sigui una circumferència ordinària. El pla projectiu real, de la mateixa manera que l'ampolla de Klein, no es pot submergir en tres dimensions sense provocar auto-interseccions.
En teoria de grafs, l'escala de Möbius és un graf cúbic íntimament relacionat amb la banda de Möbius.
L'any 1968, Gonzalo Vélez Jahn (UCV, Caracas, Venezuela) va descobrir tres cossos dimensionals amb característiques de Möbius, que foren descrites posteriorment per Martin Gardner com a anells prismàtics que esdevenien poliedres toroïdals.
Aquestes característiques i propietats singulars de la banda de Möbius han determinat que fos seleccionada com a logotip de la presidència alemanya del Consell de la Unió Europea l'any 2020. Segons els organitzadors, és el símbol d'una Europa innovadora i solidària. Posa l'accent sobre l'un dels objectes geomètrics més fascinants. La banda de Möbius és el paradigma d'una superfície d'una sola cara en la topologia algebraica. Es presenta sota la forma de bucle posseint una única vora i una única cara, el que produeix que hom no pot distingir entre sota i sobre o entre dins i fora.

## Aplicacions

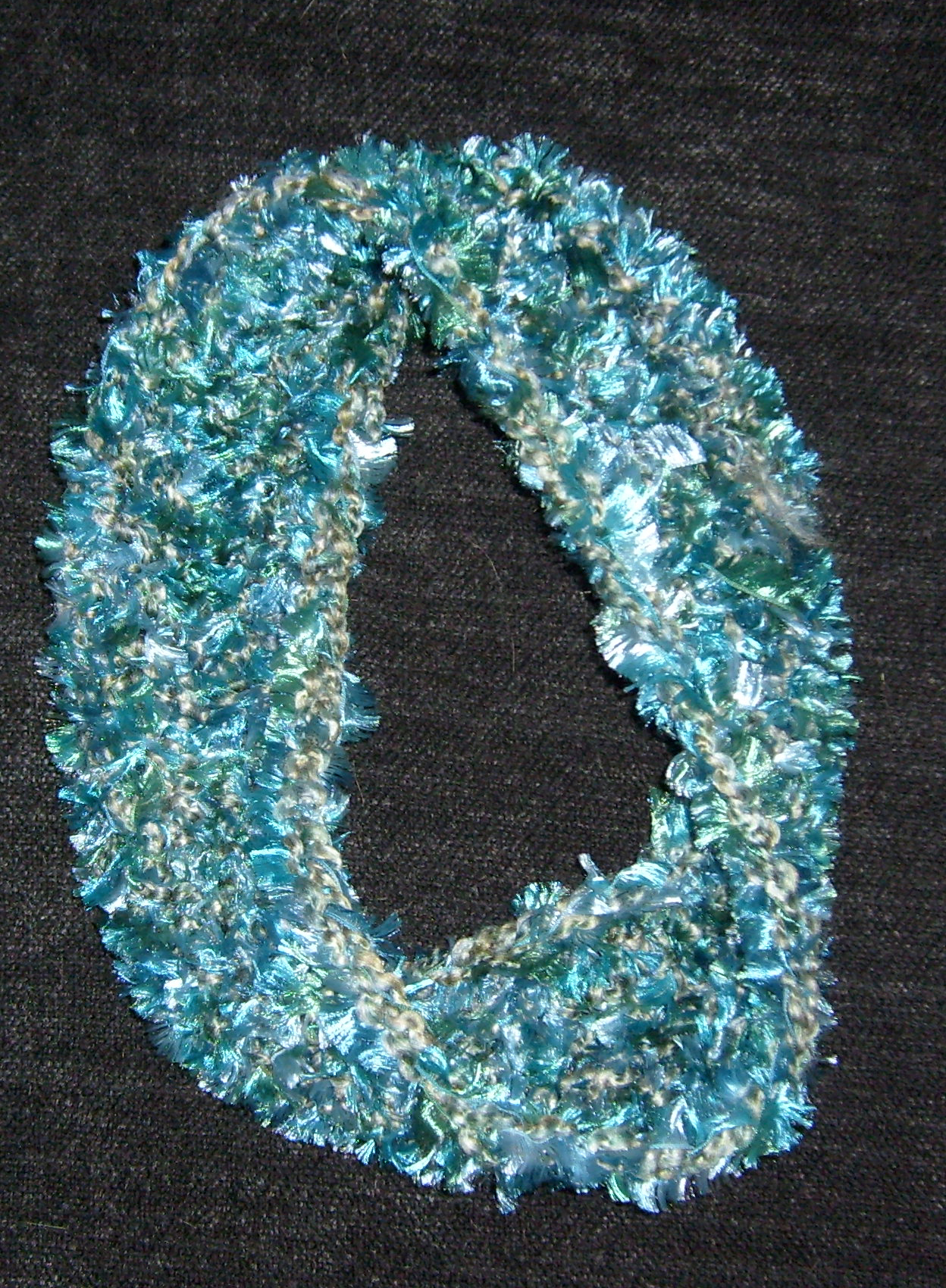
Art matemàtic: una bufanda dissenyada com una banda de Möbius

Històricament hi ha hagut diverses aplicacions tècniques de la banda de Möbius. S'han fet servir cintes de Möbius enormes com a cintes transportadores, que duren més que les habituals, perquè tota la superfície de la cinta rep la mateixa quantitat de càrrega, i com a cintes de gravació sense fi (per tal de duplicar el temps de reproducció). L'ús de cintes de Möbius és comú en la fabricació de cintes d'impressió per a impressores i màquines d'escriure, ja que permeten que siguin el doble d'amples mentre que el capçal d'impressió utilitza les dues meitats per igual.

Circulació del corrent elèctric en una resistència de Möbius

Una resistència de Möbius és un component de circuits elèctrics que anul·la la seva pròpia reactància. Nikola Tesla va patentar una tecnologia similar l'any 1894.
La banda de Möbius és l'espai de configuració de dos punts no ordenats sobre una circumferència. Per tant, en teoria de la música, l'espai de tots els acords de dues notes, coneguts com a díades, pren la forma d'una banda de Möbius; aquest cas i les seves generalitzacions a més punts són una aplicació significativa dels orbifolds a la teoria de la música.
En física/electrotecnologia:
- Un resistor sense inducció[19]
- Superconductors amb alta temperatura de transició[20]

En química/nanotecnologia:
- Nusos moleculars amb característiques especials(Knotane [2], Quiralitat)
- Motors moleculars[21]
- Grafè (nano-grafit) amb noves característiquea electròniques, com el magnetisme helicoidal[22]
- Un tipus especial d'aromaticitat: l'aromaticitat Möbius
- Partícules carregades en el camp magnètic de la Terra que es poden moure en una banda de Möbius[23]